# Pierre Minvielle
Pour les articles homonymes, voir Minvielle.
Pierre Minvielle, né à Pau le 24 janvier 1934 où il est mort le 1er janvier 2018,, est un écrivain français.
Il est spécialisé dans la montagne, la spéléologie et les Pyrénées.

## Biographie
Il est à l'origine de l'exploration des canyons pyrénéens, en particulier ceux de la sierra de Guara (rio Vero), et de la pratique du canyonisme. Il a également été directeur d'édition (Nathan, Larousse...).

## Distinctions
- 1974 :  Médaille de la jeunesse, des sports et de l'engagement associatif, bronze[4]
- 1973 : lauréat du prix Martel de la spéléologie décerné par la Fédération française de spéléologie[5]

## Ouvrages
- La Conquête souterraine, Paris, Arthaud, 1967, Première histoire de la spéléologie mondiale. Traduit en plusieurs langues
- Guide de la France souterraine, Paris, Tchou, 1970. Collection les Guides noirs. Les cavités françaises (grottes, principaux gouffres, cavernes aménagées pour le tourisme, souterrains-refuges) classées par départements. Légendes et anecdotes liées à ces cavités.
- Sur les chemins de la préhistoire, Denoël, 1972
- Guide des parcs nationaux et régionaux de France, Denoël, 1973
- Guide des merveilles naturelles de la France, Sélection du Reader's Digest, 1975 ; initiateur du projet, directeur de la rédaction, auteur d'un tiers du texte, 1 200 000 exemplaires vendus
- Grottes et canyons, les 100 plus belles courses et randonnées, Denoël, 1977, Collection les 100 plus belles. les cent plus belles excursions dans la France karstique par ordre de difficultés croissantes [présentation en ligne].
- À la découverte su 6e continent, Denoël, 1979 Anecdotes d'explorations.
- La Spéléologie, (avec Bruno Dressler), Denoël, 1979, Collection Connaissances et techniques. La connaissance scientifique du monde souterrain et les techniques modernes de descente exposées par leurs inventeurs [lire en ligne].
- À la découverte de la sierra de Guara, Marrimpouey 1979
- Les Pyrénées des 40 vallées', Denoël, 1980
- Les Pyrénées, Nathan, 1981
- Les Alpes, Fernand Nathan, 1982
- Montagnes de France, Fernand Nathan, 1983
- Espagne Fernand Nathan, 1984 ; Grand Prix international de la littérature de Tourisme
- Turquie Fernand Nathan, 1985 ; Prix du meilleur livre de géographie
- Autour du Mont-Blanc, Guide Minvielle du randonneur Fernand Nathan, de 1982 à 1989 Collection des « Guides Minvielle du randonneur » (6 ouvrages dont La sierra de Guara, La Vanoise, Le Jura, les Parcs nationaux des Pyrénées)
- Égypte, Larousse, de 1987 à 1997, collection « Monde et Voyages », directeur et écrivain, 15 ouvrages dont Grande-Bretagne, Espagne, États-Unis, Maroc, Grèce, Allemagne, Canado, Turquie, Chine, Thaïlande, Tunisie
- La Sierra oubliée, Rando éditions, 1997
- La Guerre de mon père, un photographe des tranchées, Atlantica, 2004 ; ouvrage de photos du docteur Paul Minvielle (1890-1956), médecin-chef de l'hôpital de Pau, présentées par son fils Pierre Minvielle
- Rio Vero, éditions Cairn, 2012
- Pablo Tillac : Le portraitiste des Basques, Biarritz, Éditions Atlantica, 144 pages, 2013  (ISBN 9782758804703).
- Une enfance à Gourette, éditions Gypaète, 2013.
- Coups de feu dans la Sierra, éditions Gypaète, 2015.
- Réminiscences ossaloises, éditions Gypaète, 2015.
- Le roc et le signe : essai, éditions l'Harmattan, 2016.